# Rhynchostegium confertum
Rhynchostegium confertum là một loài Rêu trong họ Brachytheciaceae. Loài này được (Dicks.) Schimp. miêu tả khoa học đầu tiên năm 1852.